# Juatuba (ort)
Juatuba är en ort i Brasilien.   Den ligger i kommunen Juatuba och delstaten Minas Gerais, i den sydöstra delen av landet, 600 km sydost om huvudstaden Brasília. Juatuba ligger 720 meter över havet och antalet invånare är 24 537.
Terrängen runt Juatuba är huvudsakligen platt, men västerut är den kuperad. Juatuba ligger nere i en dal. Runt Juatuba är det tätbefolkat, med 369 invånare per kvadratkilometer.. Närmaste större samhälle är Betim, 15,2 km öster om Juatuba.
Omgivningarna runt Juatuba är huvudsakligen savann.